# Harpe triple
Pour les articles homonymes, voir Harpe (homonymie).
La harpe triple  est un instrument de musique à cordes pincées de forme le plus souvent triangulaire, muni de trois rangées de cordes tendues de longueurs variables dont les plus courtes donnent les notes les plus aiguës.

## Histoire
La harpe triple est inventée en Italie vers 1590 pour faire suite à la harpe double. Elle arrive en Grande-Bretagne au milieu du XVIIe siècle. La harpe triple est considérée comme un symbole national au Pays de Galles. Robin Huw Bowen est considéré, en 2018, comme l'un des plus grands musiciens de cet instrument.